# Pekanmäen Hatikainen
Pekanmäen Hatikainen är en sjö i kommunen Ruokolax i landskapet Södra Karelen i Finland. Sjön ligger 105,1 meter över havet. Arean är 25 hektar och strandlinjen är 3,2 kilometer lång. Sjön  ingår i Vuoksens huvudavrinningsområde.   Den ligger omkring 63 km nordöst om Villmanstrand och omkring 260 km nordöst om Helsingfors. 